# バレルロール (マニューバ)

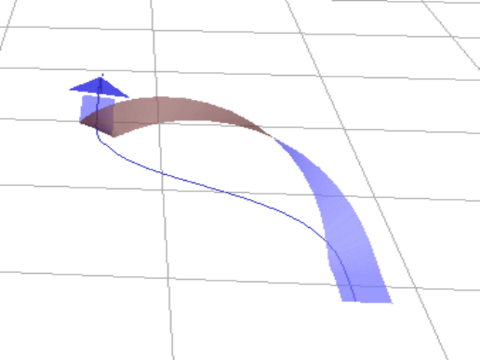
バレルロール

バレルロール（barrel roll）は、航空機（戦闘機やアクロバット機）が空中で行う機動（マニューバ）の一つ。
横転（ロール）と機首上げ（ピッチアップ）を同時に行うもので、仮想の樽の胴（バレル）をなぞるように螺旋を描くことからその名がある。緩やかに操縦桿を引き、横に倒し、結果斜め手前に倒すことにより行う。敵機の背後をとるために有効とされる機動の一つである。
進行方向と高度は変わらず位置だけが左右にずれるので、簡単に言うと飛行機の側転にあたる。人間にたとえるなら、動く歩道に乗って（幅は無視して）進行方向と直角に側転する状態が近い。この場合、体の向きや進行方向はそのままで人の位置が変わるわけであるが、飛行機の場合重力や揚力にしたがって落ちたり上がったりするので、最初に斜め上に向かいながら回る必要がある。正面から見ると半円（円の上半分）を描くような軌跡。

gifアニメーション